# 新加坡科技動力
新加坡科技動力是新加坡科技工程有限公司的一家子公司，主营武器和特种车辆等業務。

## 歷史
1967年1月27日，新加坡特许工业公司（Chartered Industries of Singapore）成立，該公司主要向新加坡武装部队提供武器。  新加坡特许工业公司的第一个代工的产品是5.56×45mm NATO，其他代工的產品還有M16突擊步槍以及自主研發的Ultimax 100輕機槍、SAR 80突擊步槍和SR-88突擊步槍。
後來新加坡国防部长吴庆瑞創辦了新加坡汽车工程公司（Singapore Automotive Engineering）。新加坡汽车工程公司起初主要是負責V-100裝甲車的維修服務。  後來新加坡汽车工程公司進軍民用汽車領域。
1991年8月20日，新加坡汽车工程公司在新加坡交易所上市。 同年，新加坡汽车工程公司更名为新加坡科技動力公司（Singapore Technologies Automotive）。 
1997年，新加坡科技動力与新加坡科技航空航天有限公司（ST Aerospace）、新加坡科技电子有限公司（ST Electronics）和新加坡科技海事有限公司（ST Marine）合并組成新加坡科技工程有限公司。 
1999年10月，新加坡科技工程有限公司收购了新加坡特许工业 。 2000年2月，新加坡科技動力和新加坡特许工业合并，新公司名為 ST Kinetics。 次年，ST Kinetics內部劃分為为3个部门，即汽车部门；弹药和武器部門；服务、贸易和其他部門。 新加坡武裝部隊仍然是ST Kinetics武器業務的主要客戶。